# Летавська Свінна-Бабков
Лєтавска Свінна-Бабков (словац. Lietavská Svinná-Babkov) — село, громада округу Жиліна, Жилінський край, регіон Верхнє Поважжя. Кадастрова площа громади — 18,3 км².
Населення 1740 осіб (станом на 31 грудня 2017 року).

## Географія
Протікає річка Свінянка.

## Історія
Лєтавска Свінна-Бабков згадується 1393 року.

## Населення
| Рік:            | 1994. | 2004.   | 2014.   | 2024.   |
| --------------- | ----- | ------- | ------- | ------- |
| Кількість осіб: | 1491  | 1562    | 1714    | 1725    |
| Різниця:        |       | +4,76 % | +9,73 % | +0,64 % |

| Рік:            | 2023. | 2024.   |
| --------------- | ----- | ------- |
| Кількість осіб: | 1717  | 1725    |
| Різниця:        |       | +0,46 % |